# Military Order of the Loyal Legion of the United States
A Military Order of the Loyal Legion of the United States (MOLLUS) (em português: Ordem Militar da Leal Legião dos Estados Unidos), ou simplesmente a Leal Legião é uma ordem patriótica dos Estados Unidos, organizada em 15 de abril de 1865, por três oficiais veteranos do Exército. Os membros originais eram compostos por membros do Exército, Marinha ou Corpo de Fuzileiros Navais dos Estados Unidos, que serviram durante a Guerra Civil Americana como oficiais comissionados no serviço federal, ou que serviram e depois foram comissionados, e que assim "tinham ajudou a manter a honra, integridade e supremacia do movimento nacional" durante a Guerra Civil.
A Legião Leal foi formada em resposta a rumores de Washington de uma conspiração para destruir o governo federal pelo assassinato de seus líderes, logo após o assassinato do presidente Abraham Lincoln. Os membros fundadores afirmaram como propósito o acalentar as memórias e associações da guerra travada em defesa da unidade e indivisibilidade da República; o fortalecimento dos laços de companheirismo e simpatia fraternos formados pelo companheirismo de armas; o alívio das viúvas e filhos de companheiros mortos da ordem; e o avanço do bem-estar geral dos soldados e marinheiros dos Estados Unidos. Como os oficiais originais morreram, a organização de veteranos tornou-se uma sociedade hereditária. A organização moderna é composta por homens descendentes diretos, sobrinhos ou primos de primeiro grau desses oficiais (membros hereditários), e também outros homens que compartilham os ideais da Ordem (membros associados), que coletivamente são considerados "companheiros". Uma ordem auxiliar feminina, Dames of the Loyal Legion of the United States (DOLLUS), foi formada em 1899 e aceita como afiliada em 1915.